# Serie A 1985 (Ecuador)
La Serie A 1985 è stata la 27ª edizione della massima serie del campionato di calcio dell'Ecuador, ed è stata vinta dal Barcelona, giunto al ottavo titolo.

## Formula
I 16 partecipanti giocano la prima fase in un girone unico. Le prime otto passano all'Octogonal Final, girone a 8 per il titolo; le prime tre classificate ottengono, inoltre, dei punti bonus: 3 per il primo, 2 per il secondo e 1 per il terzo.

## Prima fase
|  | Pos. | Squadra              | Pt | G  | V  | N  | P  | GF | GS | DR  |
|  | ---- | -------------------- | -- | -- | -- | -- | -- | -- | -- | --- |
|  | 1.   | Filanbanco           | 44 | 30 | 18 | 8  | 8  | 65 | 31 | +34 |
|  | 2.   | Barcelona SC         | 41 | 30 | 16 | 9  | 5  | 39 | 20 | +19 |
|  | 3.   | Deportivo Quito      | 37 | 30 | 14 | 9  | 7  | 53 | 36 | +17 |
|  | 4.   | El Nacional          | 35 | 30 | 14 | 7  | 9  | 70 | 47 | +23 |
|  | 5.   | Universidad Católica | 34 | 30 | 12 | 10 | 8  | 46 | 36 | +10 |
|  | 5.   | Nueve de Octubre     | 34 | 30 | 12 | 10 | 8  | 38 | 29 | +9  |
|  | 5.   | LDU Portoviejo       | 34 | 30 | 14 | 6  | 11 | 42 | 45 | -3  |
|  | 8.   | Esmeraldas           | 33 | 30 | 14 | 5  | 11 | 36 | 30 | +6  |
|  | 8.   | LDU Quito            | 33 | 30 | 14 | 5  | 11 | 52 | 46 | +6  |
|  | 10.  | Emelec               | 27 | 30 | 11 | 5  | 14 | 43 | 46 | -3  |
|  | 10.  | Deportivo Quevedo    | 27 | 30 | 8  | 11 | 11 | 24 | 34 | -10 |
|  | 12.  | Deportivo Cuenca     | 23 | 30 | 10 | 3  | 17 | 40 | 50 | -10 |
|  | 13.  | Téc. Universitario   | 21 | 30 | 8  | 5  | 17 | 28 | 43 | -15 |
|  | 13.  | Audaz Octubrino      | 21 | 30 | 9  | 3  | 18 | 32 | 65 | -33 |
|  | 15.  | América de Quito     | 19 | 30 | 4  | 11 | 15 | 18 | 40 | -22 |
|  | 16.  | Manta Sport          | 17 | 30 | 5  | 7  | 18 | 26 | 54 | -28 |

## Fase finale
Punti bonus: Filanbanco 3, Barcelona 2, Deportivo Quito 1.

|                    | Pos. | Squadra              | Pt | G  | V  | N | P  | GF | GS | DR  |
| ------------------ | ---- | -------------------- | -- | -- | -- | - | -- | -- | -- | --- |
| Ecuador (bandiera) | 1.   | Barcelona SC         | 26 | 14 | 11 | 2 | 1  | 29 | 5  | +24 |
|                    | 1.   | Deportivo Quito      | 21 | 14 | 10 | 0 | 4  | 28 | 22 | +6  |
|                    | 3.   | Filanbanco           | 20 | 14 | 8  | 1 | 5  | 32 | 15 | +17 |
|                    | 4.   | Esmeraldas           | 16 | 14 | 7  | 2 | 5  | 22 | 20 | +2  |
|                    | 5.   | El Nacional          | 12 | 14 | 4  | 4 | 6  | 21 | 21 | 0   |
|                    | 5.   | Universidad Católica | 12 | 14 | 5  | 2 | 7  | 23 | 24 | -1  |
|                    | 7.   | Nueve de Octubre     | 8  | 14 | 3  | 2 | 9  | 13 | 26 | -13 |
|                    | 8.   | LDU Portoviejo       | 3  | 14 | 0  | 3 | 11 | 7  | 42 | -34 |

## Verdetti
- Barcelona campione nazionale
- Barcelona e Deportivo Quito in Coppa Libertadores 1986
- Manta Sport retrocesso.

## Classifica marcatori
| Gol |  |  | Giocatore           | Squadra              |
| --- |  |  | ------------------- | -------------------- |
| 24  |  |  | Juan Carlos De Lima | Deportivo Quito      |
| 24  |  |  | Guga                | Esmeraldas           |
| 20  |  |  | Jesús Cárdenas      | Emelec               |
| 19  |  |  | José Villafuerte    | El Nacional          |
| 18  |  |  | José Valencia       | Filanbanco           |
| 18  |  |  | Dardo Pérez         | Deportivo Quito      |
| 18  |  |  | Eduardo Vilarete    | Deportivo Quito      |
| 14  |  |  | Osni                | Nueve de Octubre     |
| 13  |  |  | Mario Calero        | Universidad Católica |
| 13  |  |  | Noé                 | Filanbanco           |
| 13  |  |  | Hamilton Cuvi       | Filanbanco           |
| 13  |  |  | Eduardo Aparicio    | Filanbanco           |